# Saint Laurent rive gauche
Pour les articles homonymes, voir Saint-Laurent et Rive gauche.
Saint Laurent rive gauche est une marque de vêtements de prêt-à-porter fondée en 1966 par Pierre Bergé, Yves Saint Laurent, et Didier Grumbach. Après de multiples expériences de démocratisation réalisées par plusieurs couturiers durant des années, dès la sortie de la Seconde Guerre mondiale, rive gauche marque un profond changement d'habitudes et relègue la haute couture au second plan. Bien que luxueuse et donc malgré tout élitiste, la création de cette enseigne symbolise surtout la révolution du prêt-à-porter dans les années 1960, celui-ci devenant incontournable pour toutes les couches de la société. Elle souligne également les capacités d'Yves Saint Laurent à adapter sa mode à l'air du temps ainsi qu'à renouveler sa clientèle vers une cible plus jeune et plus nombreuse.

## Historique

### Préambule
Au tout début des années 1960, le jeune couturier Yves Saint Laurent quitte Dior auréolé d'un succès immense et mondial. Sa dernière collection pour la maison de couture est nommée « Rive Gauche » ; inspirée par les Beatniks, elle réinterprète de façon luxueuse leur vestiaire mais est fraichement accueillie.
Avec Pierre Bergé et des financements annexes, il fonde sa propre maison. Dès janvier 1962, pour sa première collection, il s'affirme comme un acteur incontournable de la haute couture ; mais dans les années 1960, cette inaccessible haute couture est quelque peu démodée, et surtout peu rentable. Le marché de la mode est en pleine évolution : Courrèges et Cardin révolutionnent les tendances de l'époque entre autres avec une mode parfois futuriste, les jupes raccourcissent, le pantalon se démocratise peu à peu pour les femmes. Yves Saint Laurent, souhaitant rendre plus accessible ses créations va participer à ce renouvellement du paysage de la mode, avec une démarche à la fois sociale, politique et culturelle, mais également financière : la survie des griffes de haute couture passant par ce chamboulement. La couture est supplantée par le prêt-à-porter, les magazines Elle et Marie Claire en sont les porte-drapeaux. 
Le couturier s'essaye alors à lancer une collection « Boutique » de 35 modèles, choix éclectique de tenues simplifiées par rapport à la haute couture, permettant d'habiller la femme du matin au soir. En octobre 1964, Vogue écrit que « si vous aimez trouver au même endroit un tailleur imperméable pour vos week-ends et une robe longue pour vos soirées ; si vous aimez entrer dans une cabine d'essayage en combinaison et ressortir avec un vestiaire complet […] C'est la Boutique d'Yves Saint Laurent qu'il vous faut. »
Mais Yves Saint Laurent, convaincu de la nécessité « de démocratisation » de la mode, n'abandonne pas pour autant son rang dans la haute couture parisienne : En 1965, c'est la collection Mondrian - Poliakoff dont la robe Mondrian deviendra une icône ; c'est également la collection Pop Art inspirée par Andy Warhol, et le premier smoking féminin qui deviendra un symbole du couturier dans les décennies suivantes.

### Présentation
En 1963, l'entreprise Charles of the Ritz (en) achète une grande majorité de la marque Yves Saint Laurent, et lance l'année suivante un parfum, Y en échange d'un accord commercial engageant à reverser une partie du chiffre d'affaires réalisé par ce parfum. L'apport de liquidité va permettre rapidement d'investir. Didier Grumbach, alors à la tête de l'entreprise de confection C.Mendès s'associe, après avoir refusé initialement, avec Pierre Bergé et Yves Saint Laurent pour fonder Saint Laurent rive gauche, ; Pendant une douzaine d'années, C.Mendès sera le premier fabricant pour cette enseigne.
Le 26 septembre 1966 ouvre le premier point de vente à Paris, au 21 rue de Tournon. C'est la première fois qu'une boutique de prêt-à-porter, en dehors de sa maison, porte le patronyme d'un grand couturier. Le créateur souhaite « un prêt-à-porter radicalement indépendant du cénacle de la couture ». La haute couture, source d'inspiration vieillissante, n'est plus dans l'air du temps des Trente Glorieuses. Se lancer dans le prêt-à-porter alors incontournable, c'est « scier la branche sur laquelle on était assis et qui, de toutes façon, serait tombée toute seule » affirme bien des années après Pierre Bergé.
Le lieu, dans cette rue « désuète » et « paisible », est une boutique d'antiquaire « étroite et longue », anciennement une boulangerie, agencée par l'architecte d'intérieur Isabelle Hebey pour Saint Laurent,. L'inauguration se fait en présence de Catherine Deneuve « marraine » du lieu. La presse parle de « coup de génie ». « Ce qui m'intéresse c'est d'arriver à créer pour les femmes quelques types de vêtements rationnels et indémodables » dira plus tard le couturier.
La première collection a été créée sur Danielle Varenne, et son succès, comme celui du lieu, est immédiat : « C'est l'identification de la boutique qui faisait qu'on entrait » explique Andrée Putman. Le magazine Elle titre pour l'ouverture : « Évènement : la haute couture débarque rive gauche ».
Les basiques d'Yves Saint Laurent sont là, bien que d'un tarif élevé, moins cher qu'en haute couture. La clientèle aussi est nouvelle : elle se rajeunit et touche des clientes qui n'avaient ni les moyens, ni l'envie de vêtements de haute couture. Pierre Bergé souligne qu'alors YSL et lui-même sont « très admiratifs du concept Habitat de Terence Conran » cherchant à démocratiser le design. La boutique proposera durant son existence des sahariennes, des robes chemisier, des caracos à manches bouffantes, des tailleurs-pantalons, des blouses transparentes, des cabans et trench-coat. Ces années là, rive gauche n'est pas la seule enseigne de prêt-à-porter luxueux ouverte par des couturiers, la concurrence reste féroce  avec les lignes Courrèges Couture Future, Miss Dior ou Givenchy Nouvelle Boutique,. 
Même si au départ le couturier ne souhaite ouvrir qu'une unique boutique, à l'aube des années 1970, les choses s'enchaînent : ouverture de deux boutiques en Italie en 1967, d'une boutique à New York un an après en septembre, une boutique à Londres l'année suivante ; mais aussi Bruxelles ou Munich. En février 1969, Vogue Paris publie un article, illustré de Betty Catroux en jumpsuit (en), sur les dix-neuf boutiques présentes dans le monde. Non loin de la première boutique, il en ouvre une seconde pour hommes au 17, rue de Tournon, vers 1968, sans jamais vouloir commercialiser le traditionnel costume. En 1971, un nouveau parfum, au flacon rayé de bleu et noir, porte le nom de Rive gauche ; la version Rive gauche pour homme suivra. Cette même année 1971, c'est l'échec de sa collection Libération qui lui fait prendre plus de recul encore envers la haute couture, au profit de rive gauche ; le 30 octobre il précise : « J'ai choisi de montrer l'image de ma mode à travers mon prêt-à-porter plutôt qu'à travers ma haute couture […] je pense que le prêt-à-porter est l'expression de la mode d'aujourd'hui. »
Yves Saint Laurent vend ses parts de rive gauche à l'entreprise C. Mendès de Didier Grumbach. Pour ce dernier tenir une grande partie de la production, pour 70 boutiques, sans maitriser les ventes, reste compliqué ; il faut tout intégrer : soit l'entreprise Yves Saint Laurent rachète les usines, soit le confectionneur acquiert rive gauche. Le couturier, qui vient alors à cette époque de retrouver la propriété de son entreprise, ne s’intéresse que peu de ses parts dans rive gauche.
L'enseigne compte alors trois boutiques à Paris… dont deux sur la Rive droite au milieu des années 1970. La ligne Saint Laurent Fourrures est créée, et commercialisée au sein des boutiques rive gauche. Début 1978, alors que Bidermann veut faire une OPA sur l'enseigne en achetant C. Mendès, Pierre Bergé et Léon Cligman se portent finalement acquéreurs du confectionneur.
Dans les années 1980, la marque compte une vingtaine de boutiques en France, et une trentaine aux États-Unis appartenant à la filiale américaine Rive Gauche Apparel Distribution du confectionneur local Justin Lipman produisant sur place.
En 1996, l'intérêt du couturier envers les créations pour rive gauche est en baisse. Yves Saint Laurent cesse définitivement de dessiner les collections de prêt-à-porter pour cette griffe deux ans plus tard et embauche le styliste Alber Elbaz. L'entreprise YSL est cédée au groupe fondé par le maroquinier italien Gucci, devenu filiale de PPR : la ligne de prêt-à-porter, ainsi que toutes les autres lignes dont les accessoires, passent sous le nom de Saint Laurent rive gauche et la responsabilité de Tom Ford ; la fabrication part en Italie. Yves Saint Laurent, de son côté, se consacre alors exclusivement à la haute couture jusqu'en 2002. Pendant toutes ces années à la responsabilité de rive gauche, Tom Ford essuiera de nombreuses critiques. Stefano Pilati succède au controversé styliste américain plus tard ; il se rapproche des principes fondamentaux de la maison, et reste alors huit ans à la tête du prêt-à-porter pour être finalement remplacé par Hedi Slimane en 2012.

## Exposition
- Fondation Pierre-Bergé - Yves-Saint-Laurent, avenue Marceau, Saint Laurent rive gauche : la révolution de la mode, 5 mars au 17 juillet 2011